# 御荷鉾山

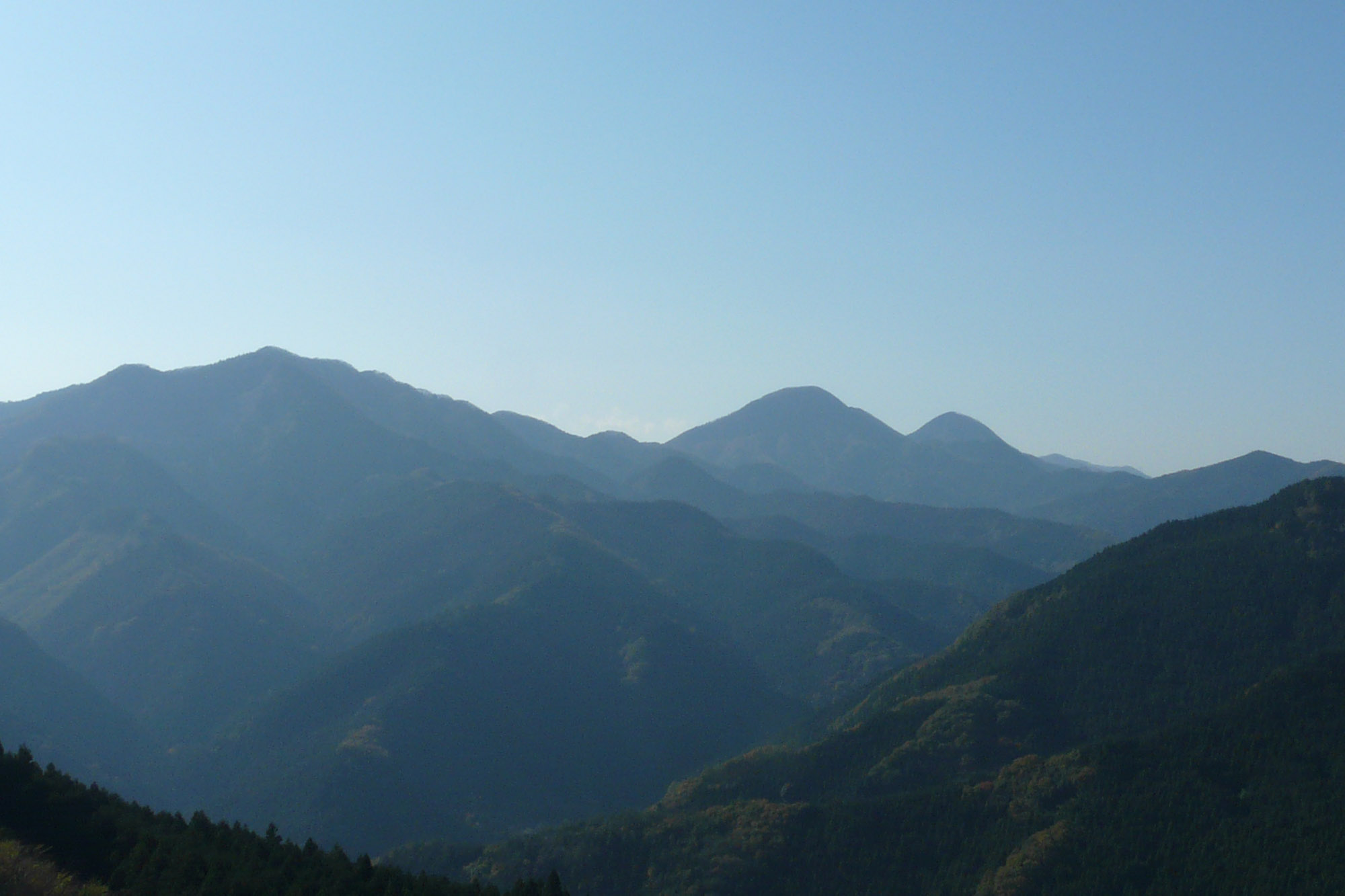
東北東から望む。中央右の二峰のうち、左が東御荷鉾山、右が西御荷鉾山

御荷鉾山（みかぼやま）は、群馬県神流町、藤岡市にある山である。通常は西御荷鉾山（1,287m）と東御荷鉾山（1,246m）の二峰を指し、広義にはこれにオドケ山（1191m）を含むことがある。

## 地質
三波川帯の御荷鉾層（「みかぶそう」と読む）に属し、主に中生代ジュラ紀の玄武岩から変成した緑色片岩からなる。一部に枕状溶岩もみられる。特徴的な丸みのある山容は、これが比較的柔らかく風化されやすいためである。

## 環境
山頂付近まで杉が植林され、これと落葉広葉樹林が混在する。西御荷鉾山の山頂付近は大の字に刈り出され草地となっているため、ニッコウキスゲやアヤメなどが群生している。
クマやシカ、イノシシ等が棲息する。
冬は乾燥しており、雪が降っても根雪となることはない。路面は凍結するため、御荷鉾スーパー林道は冬季閉鎖される。

## 伝承
- 西御荷鉾山の山頂付近は大の字に刈り込まれている。これは昔麓の村で疫病が流行し、西御荷鉾山の不動尊に平癒祈願したところ疫病が治まったため、大願成就を記念してかり出されたとのこと[5]。
- 東西の御荷鉾山の間の峠を投げ石峠といい、麓の町を鬼石という。昔、御荷鉾山に棲んでいた鬼を弘法大師（空海）が退治したとき、鬼が石を投げて逃げた。この石を投げたところを投げ石峠と呼び、石が落ちたところを鬼石と呼ぶようになった。鬼石神社の社殿の下には今も鬼が投げた石があるとのこと。
  - なお、弘法大師が登場しない伝承もあり、この場合鬼は御荷鉾山を一晩で富士山より高くしようとし、それに失敗して石を投げることとなる[6]。

## 登山コース
御荷鉾スーパー林道から登るコースが一般的。西御荷鉾山の登り口には大きな鉾のモニュメントがあり、駐車場、トイレがある。
また、関東ふれあいの道群馬版コース2「渓流を下るみち」を逆行し、終点の藤岡市三波川の妹ヶ谷不動尊から石神峠へ出、東御荷鉾山→西御荷鉾山へと登るコースもある。

## ギャラリー

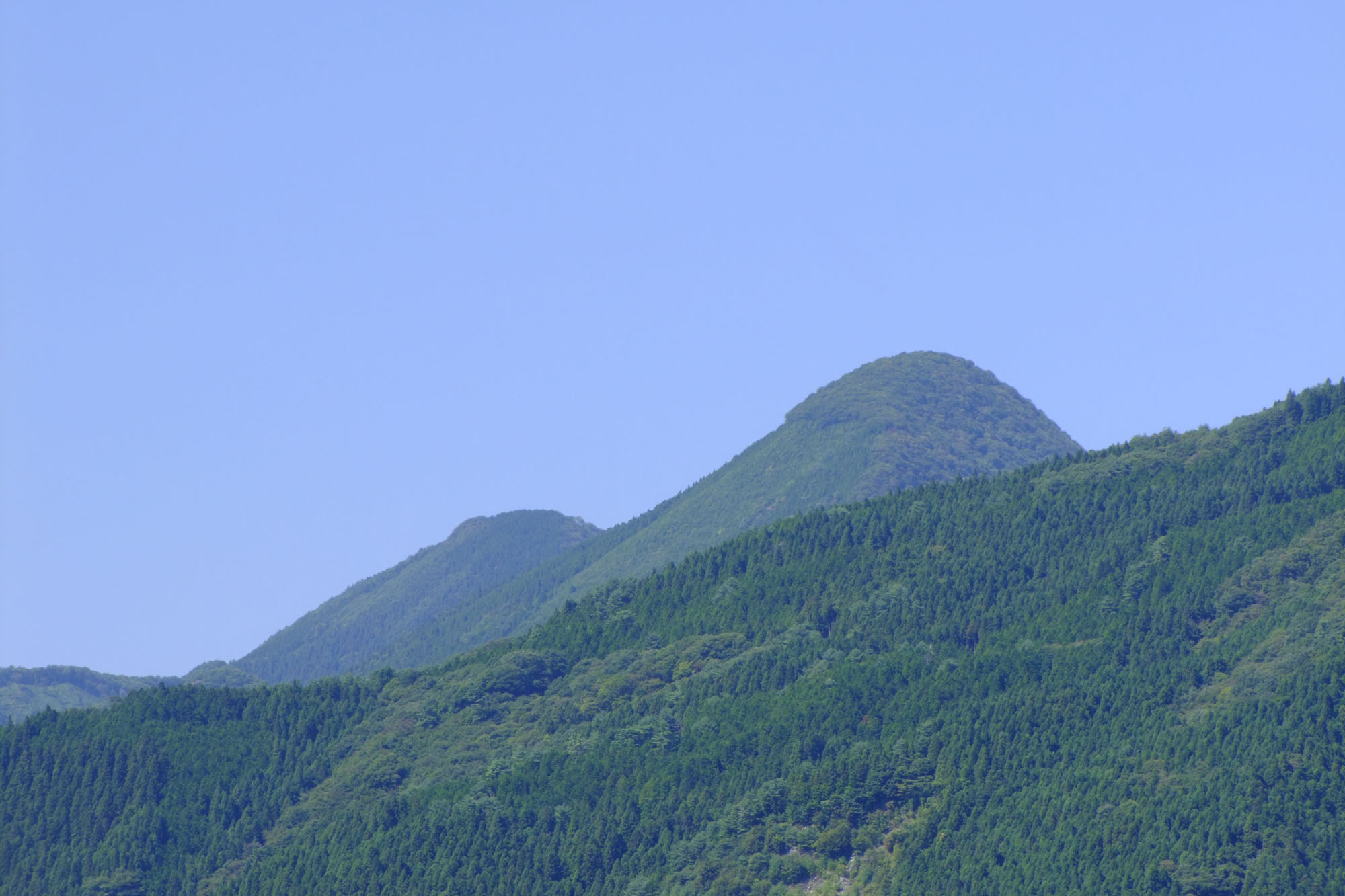
城峯公園から望む東西御荷鉾山
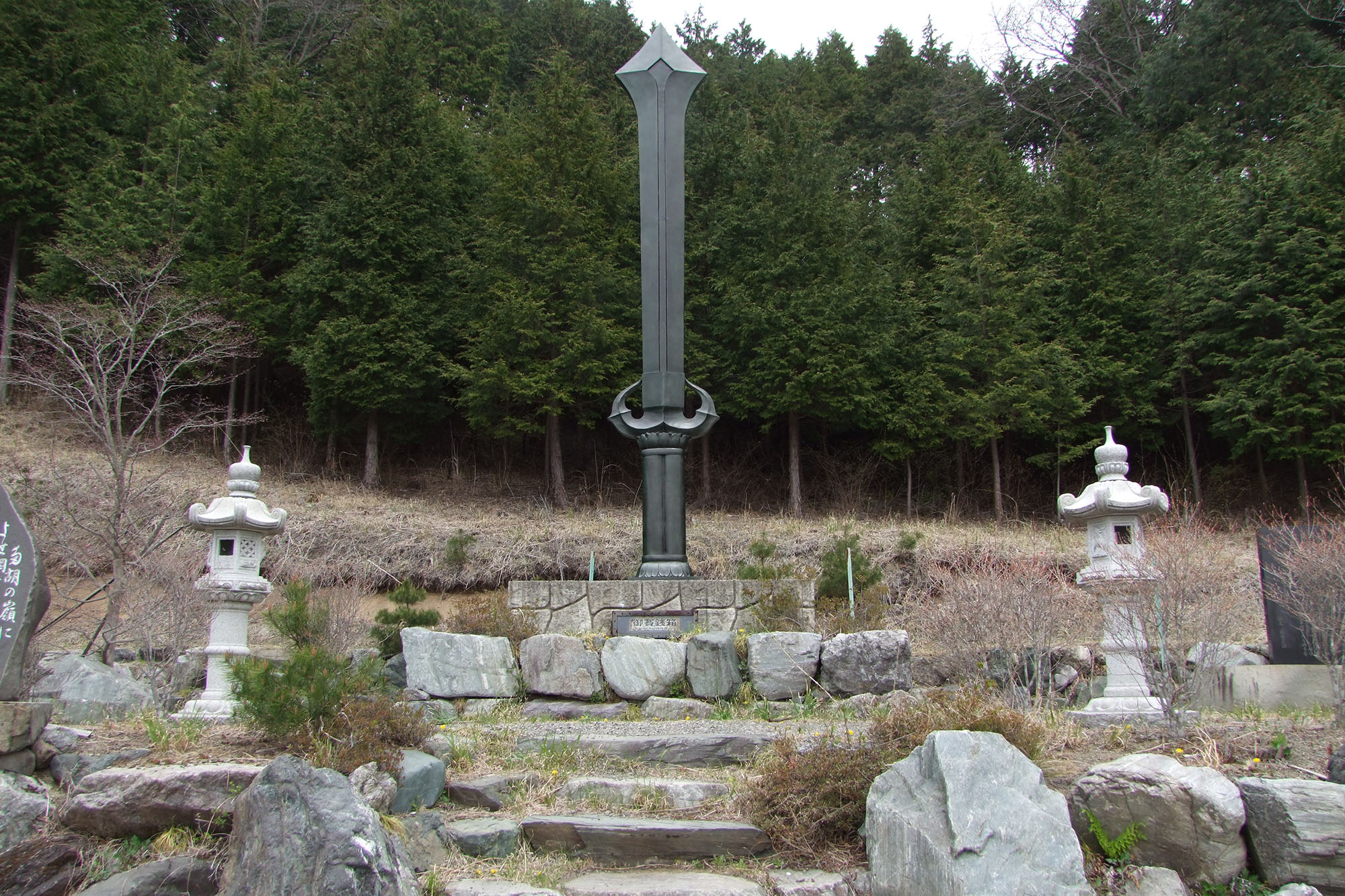
西御荷鉾山登山口にある鉾のモニュメント
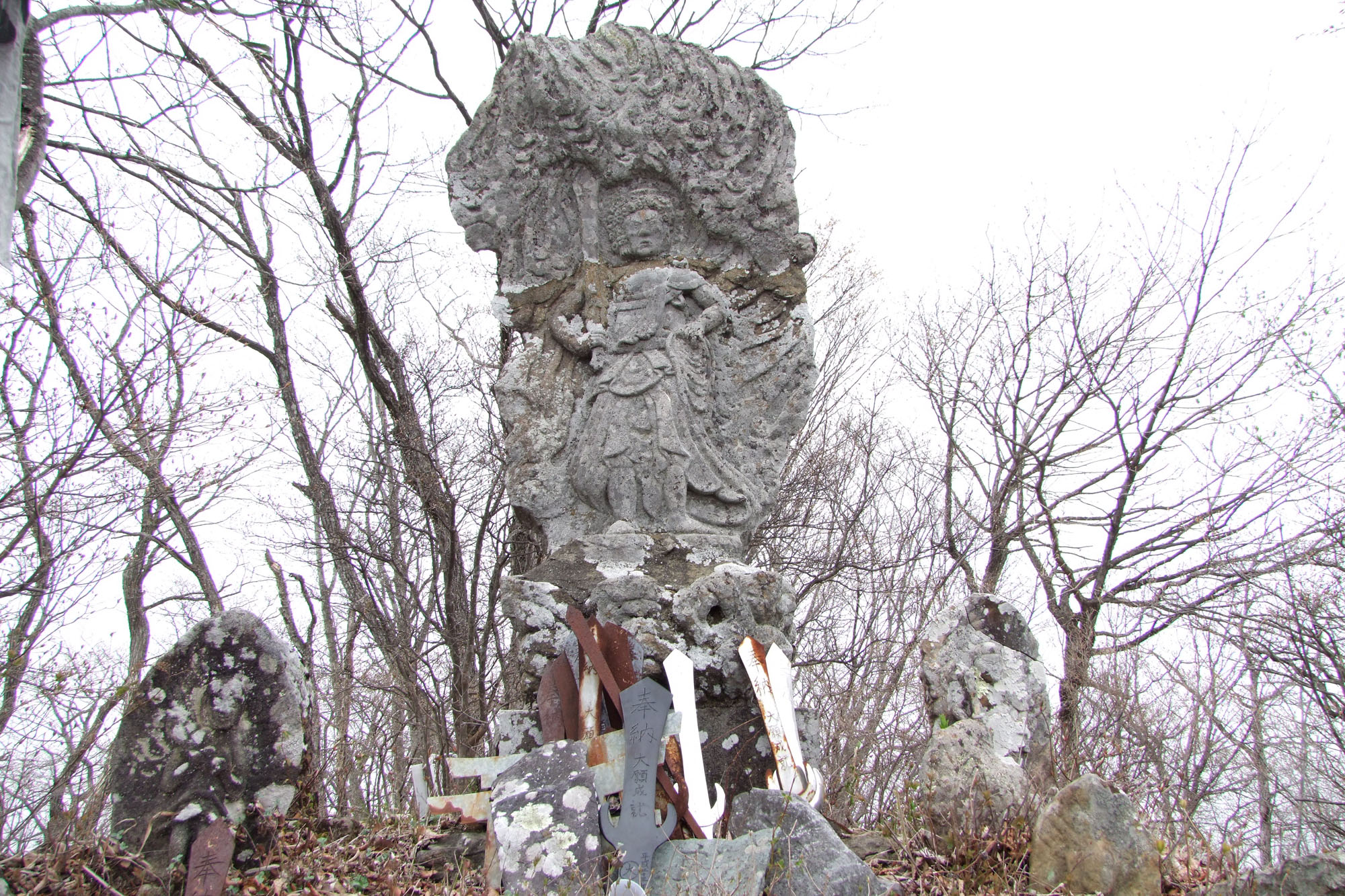
西御荷鉾山山頂の不動明王像
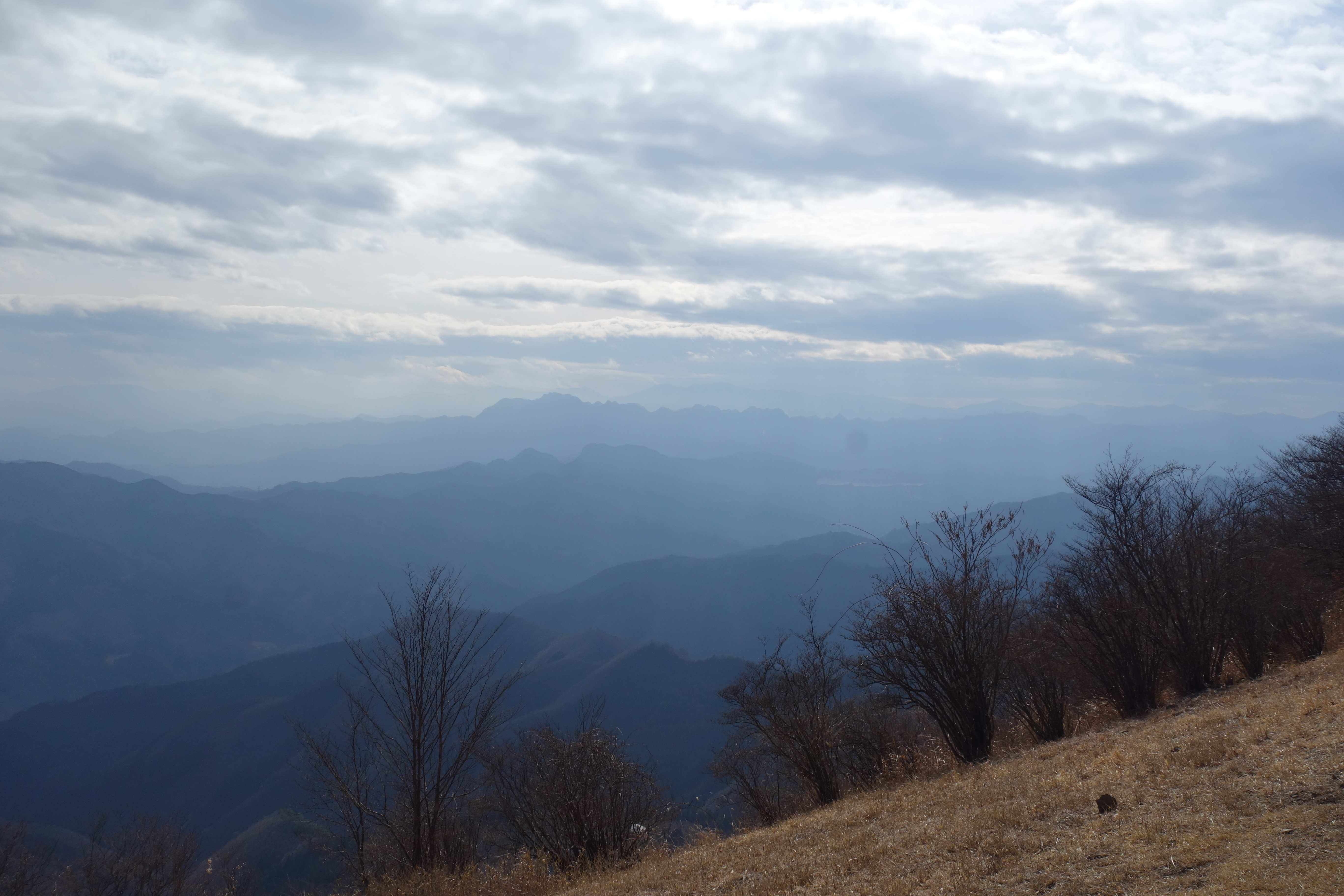
西御荷鉾山からの両神山(奥)と二子山(手前)
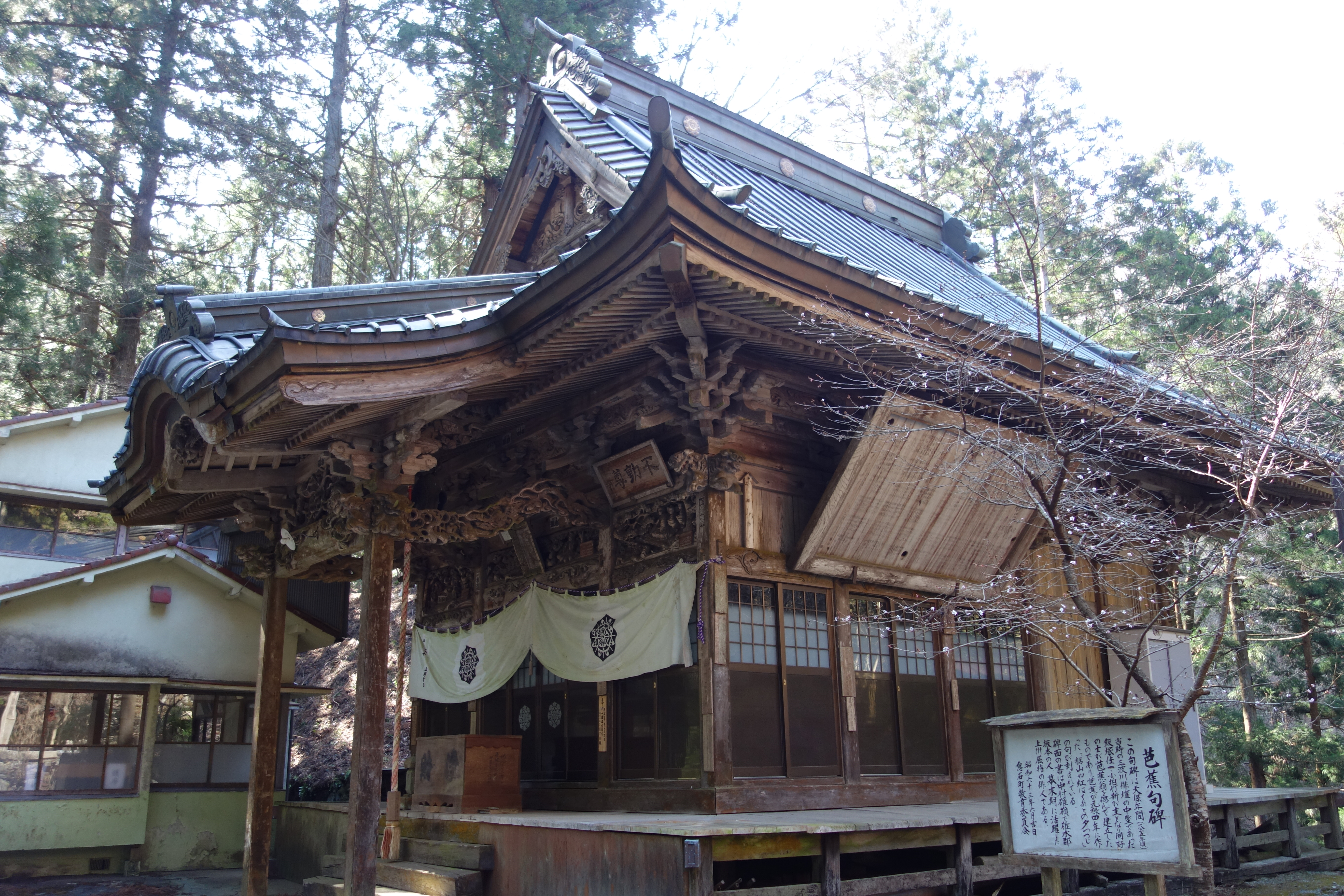
妹ヶ谷不動尊
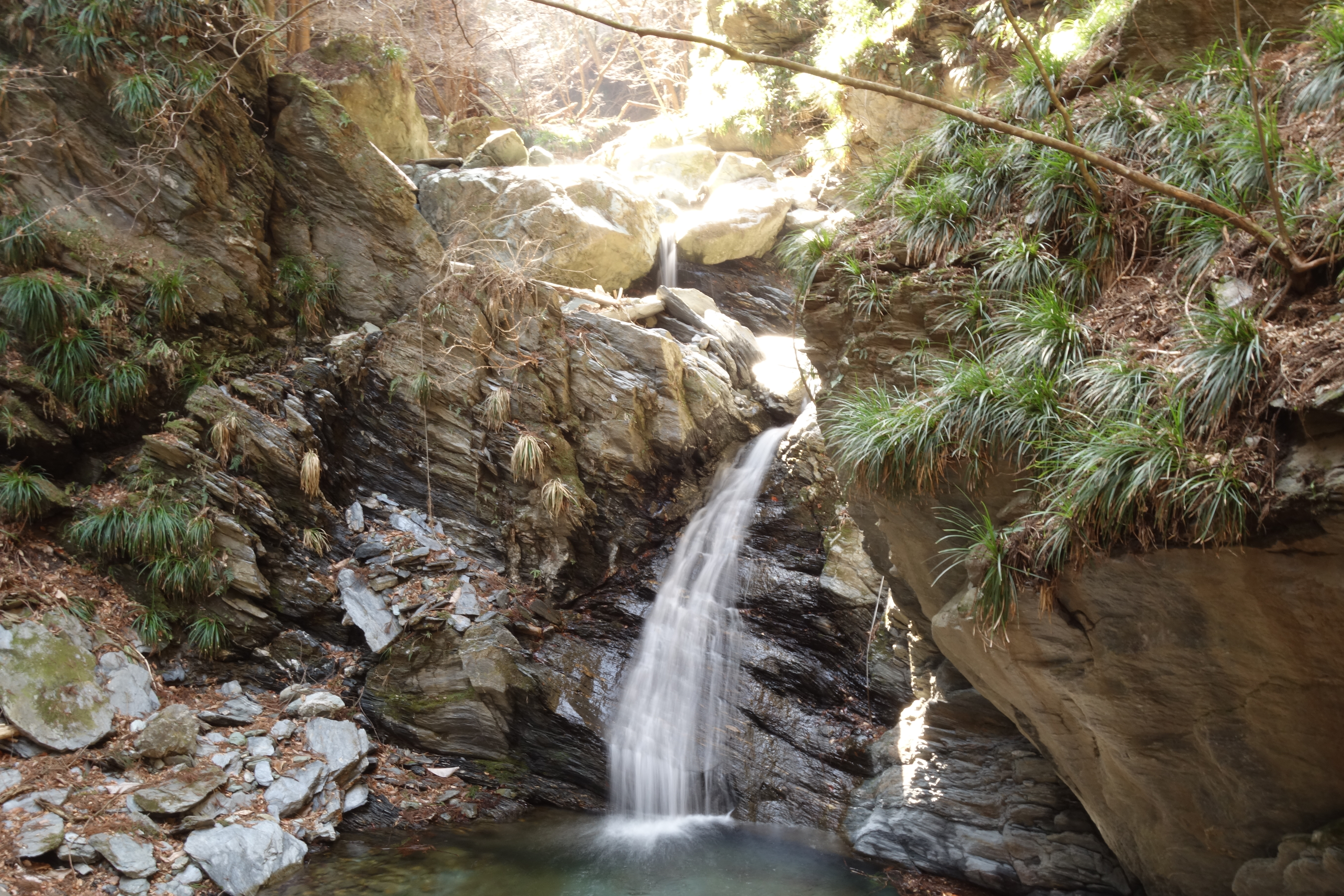
妹ヶ谷不動の滝